# Narodowy plan bezpieczeństwa „Tarcza Wschód”
Ten artykuł dotyczy przyszłego wydarzenia. Informacje w nim zawarte mogą się zmienić wraz z pojawieniem się nowych faktów, a początkowe doniesienia mogą być niepewne. Ostatnie aktualizacje tego artykułu mogą nie odzwierciedlać najbardziej aktualnych informacji.
 Narodowy plan bezpieczeństwa „Tarcza Wschód”  – planowana operacja umacniania wschodniej granicy Polski i wschodniej flanki NATO; planowany system umocnień na polskich granicach z Rosją i Białorusią z budową fortyfikacji wojskowych oraz innych środków obronnych, fizycznych zapór, najnowocześniejsze systemy monitorowania przestrzeni powietrznej oraz sprzęt i system elektroniczny (2024–2028).

## Historia
18 maja 2024 podczas krakowskich uroczystości 80 rocznicy zwycięstwa w bitwie o Monte Cassino, premier Donald Tusk zapowiedział inwestycje w fortyfikacje na wschodniej granicy i system obrony powietrznej pod nazwą Narodowy plan bezpieczeństwa „Tarcza Wschód” na który zostało uruchomionych 10 mld zł z przeznaczeniem na umocnienie granicy z Rosją i Białorusią oraz budowę komponentu satelitarnego – finansowanego ze środków Europejskiego Banku Inwestycyjnego. Będzie to oddzielny projekt od istniejącej już bariery na granicy polsko-białoruskiej (będzie wzmacniana), który zostanie zintegrowany z tą zaporą.
27 maja 2024 roku w Sztabie Generalnym Wojska Polskiego, wicepremier Władysław Kosiniak-Kamysz, sekretarz stanu w MON Cezary Tomczyk oraz szef Sztabu Generalnego WP gen. Wiesław Kukuła zaprezentowali główne założenia narodowego programu odstraszania i obrony „Tarcza Wschód”. Na konferencji prasowej wskazano, że narodowy programu odstraszania i obrony – „Tarcza Wschód” ma działać odstraszająco, a w razie konfliktu zwiększyć bezpieczeństwo ludności i naszych wojsk. To największa operacja umacniania wschodniej flanki NATO od 1945 roku. W ciągu czterech lat na 700-kilometrowym odcinku wschodniej i północnej granicy państwa zostanie wybudowany pas instalacji wojskowych, sięgający do 50 km w głąb kraju. „Tarcza Wschód” ma być realizowana na czterech poziomach: wzmocnienie zdolności przeciwzaskoczeniowych (zdolności rozpoznawcze, rozwój wywiadu satelitarnego, rozbudowa systemów kamer, czujników i obiektów obserwacyjnych wzdłuż granicy, rozwój w drony); ograniczenie mobilności przeciwnika (budowa systemu  fortyfikacji, zapór i obiektów obronnych, przekształcanie niektórych terenów i stopniowa zamiana ich w mokradła lub gęste lasy); zapewnienie mobilności własnych wojsk (specjalna infrastruktury dla armii); zwiększenie bezpieczeństwa wojsk i ochrona ludności cywilnej (schrony i ukrycia dla wojska i cywilów). W pasie przygranicznym zostanie wybudowana sieć masztów, które będą spełniać rolę stacji bazowych dla systemów łączności i rozpoznania na których zostaną zamontowane czujniki i kamery, a dane z nich będą przekazywane do centrów operacyjnych, zajmujących się ich analizą. Instalacje naziemne mają być wsparte rozpoznaniem z powietrza oraz przez system rozpoznania satelitarnego. Powstaną także m.in. rowy przeciwczołgowe, pogłębione rowy melioracyjne, obszary przygotowane do ustawienia pól minowych oraz magazyny sprzętu i materiałów, niezbędnych w przygotowaniu granicy do obrony w przededniu ewentualnego konfliktu i późniejszego prowadzenia operacji obronnej. W 2024 w Sztabie Generalnym WP rozpoczęły się już prace planistyczne. Został powołany międzyresortowy zespół, złożony z przedstawicieli ministerstw obrony, spraw wewnętrznych i administracji, aktywów państwowych, klimatu oraz infrastruktury. Do Sejmu RP ma wpłynąć projekt ustawy o inwestycjach mających szczególne znaczenie dla bezpieczeństwa państwa, który ułatwi przeprowadzenie infrastrukturalnej części programu. 
W 2024 MON i wojsko rozpoczęło zakup sprzętu i materiałów potrzebnych do wzmocnienia granicy, a w pierwszym kwartale 2025 mają się rozpocząć pierwsze projekty budowlane. Program „Tarcza Wschód” ma być zakończony w 2028 o kosztach ok. 10 mld zł. (budżet państwa, część kosztów może sfinansować Unia Europejska). „Tarcza Wschód” jako program wzmocnienia granicy ma być uzupełnieniem projektu Bałtycka linia obrony, który jest realizowany przez kraje bałtyckie: Litwa, Łotwa i Estonia, by ostatecznie tworzyły całość będąc jedną linią obrony Unii Europejskiej i NATO.

## Przebieg i konstrukcja programu Tarcza Wschód
W ramach programu Tarcza Wschód w roku 2024 rozpoczęła się budowa ośrodka szkolno-testowego na terenie Ośrodka Szkolenia Poligonowego Wojsk Lądowych w Orzyszu, a jego głównym zadaniem będzie przygotowanie i szkolenie pododdziałów inżynieryjnych, które będą realizować zadania związane z rozbudową inżynieryjną w ramach programu oraz zadania w zakresie testowania funkcjonalności rozwiązań technologicznych i elementów fortyfikacyjnych. 
14 października 2024 odbyły się ćwiczenia w zakresie testowania elementów do budowy Tarczy Wschód w Ośrodku Szkolenia Poligonowego Wojsk Lądowych Orzysz (Wyręby), w tym pokaz dynamiczny obrony z wykorzystaniem obiektu „Zapora”, który obserwował premier RP Donald Tusk, wicepremier, minister obrony narodowej Władysław Kosiniak-Kamysz oraz wiceminister obrony narodowej Cezary Tomczyk. Testy elementów Tarczy Wschód prowadzone są na obiekcie szkoleniowo-badawczym „Zapora” na poligonie w Orzyszu, a działania w zakresie testowania elementów Tarczy Wschód przeprowadzają żołnierze i sprzęt 16 Dywizji Zmechanizowanej i 2 pułku saperów z Nowego Dworu Mazowieckiego. 30 listopada 2024 został ukończony pierwszy odcinek umocnień „Tarcza Wschód” na granicy z obwodem królewieckim w okolicach miejscowości Dąbrówka, woj. warmińsko-mazurskie.

## Podstawowe dane planowanego projektu

### Cele projektu
Projekt programu „Tarcza Wschód” ma na celu m.in. wzmocnienie zdolności Wojska Polskiego, w tym:
- wzmocnienie systemów wykrywania,
- ostrzegania i śledzenia,
- przygotowanie wysuniętych baz operacyjnych,
- przygotowanie węzłów logistycznych
- stworzenie odpowiedniej infrastruktury dla systemów antydronowych.

### Założenia
Główne założenia projektu „Tarcza Wschód”:
- zwiększenie odporności państwa, odstraszanie i przygotowanie do obrony,
- nowa infrastruktura i wykorzystane technologie mają na celu ochronę Rzeczypospolitej,
- utrudnianie przemieszczania się wojsk przeciwnika,
- ułatwianie poruszania się wojsk własnych,
- ochronę ludności, zapewnienie bezpieczeństwa tym, którzy strzegą bezpieczeństwa państwa.

### Wykonawca, miejsce, czas, koszty
W pracach zespołu ds. koordynacji zadań w ramach programu zaangażowani będą:
- zespół międzyresertowy
  - MON,
  - Ministerstwo Spraw Wewnętrznych i Administracji,
  - Ministerstwo Aktywów Państwowych,
  - Ministerstwo Klimatu i Środowiska,
  - Ministerstwo Infrastruktury,
  - Ministerstwo Rozwoju i Technologii.
- 700 (500) km granicy
- 2024–2028
- około 10 mld zł

## Plan końcowego projektu

### Planowana konstrukcja końcowego projektu
Planowany projekt charakteryzują m.in. następujące czynniki:
- wzmocniona odporność państwa w terenie przygranicznym w przygotowaniu do obrony
  - wzmocnienie zdolności przeciwzaskoczeniowych
  - ograniczenia mobilności przeciwnika
  - mobilność i kontrmobilność wojsk własnych
  - ochrona ludności cywilnej

### Planowane elementy projektu
Projekt ma składać się m.in. z następujących elementów

- rowy przeciwczołgowe
- palisady
- drut kolczasty
- zintegrowane zapory inżynieryjne
- kamuflety do wysadzania
- studzienkowanie dróg
- pogłębianie rowów melioracyjnych
- objazdy z przyczółkiem
- przygotowane miejsca do niszczeń zaporowych
- ukrycia dla żołnierzy i ludności cywilnej
- magazyny materiałów
- bunkry na środki rażenia
- bunkry na środki bojowe
- wieże systemu wykrywania
- posterunki z Hesco
- zabagnienia
- zalesienia
- planowane pola minowe
- gniazda oporu
- ukrycia (UBM)

### Planowany przebieg, mapa projektu
Projekt „Tarcza Wschód” jest planowany w latach:
- prace zespołu międzyresortowego (2024-2028)
- zakup materiałów, urządzeń i sprzętu (2025-2028)
- wykonanie infrastruktury (2025-2028)
- utrzymywanie infrastruktury (od 2026)